# Ricky Reyes
Ricky Reyes (San Bernardino, 28 agosto 1978) è un wrestler statunitense, di origine messicana.
Lotta nel circuito indipendente con il ring name di Ricky Reyes. È noto per aver militato nelle più importanti federazioni di wrestling nel panorama indipendente americano, come la Ring of Honor (ROH), Pro Wrestling Guerrilla (PWG), EVOLVE, Chikara e altre.

## Nel wrestling

### Mosse
- Brainbuster
- Dragon sleeper with bodyscissors
- Belly to belly suplex
- German suplex
- Gory special
- Kneeling belly to belly piledriver
- Savate kick
- Rolling kimura lock
- Sitout powerbomb
- Slingshot crossbody
- Swinging neckbreaker

Con Rocky Romero
- Cuban Missile Crisis (Backbreaker (Reyes) / Diving knee drop (Romero) combination)

### Soprannomi
- "The Havana Pitbull"
- "The Cuban Crippler"

## Titoli e riconoscimenti
3KWrestling Fighting Athletes
- 3KWrestling Openweight Championship (1)
- Shinya Hashimoto Memorial Tournament (2008)

Blackball'd Wrestling Organization
- BWO Heavyweight Championship (1)

Empire Wrestling Federation
- EWF Heavyweight Championship (1)
- EWF Tag Team Championship (5 - con Rocky Romero)

Funkdafied Wrestling Federation
- FWF Tag Team Championship (1 - con Johnny Gunn)

Independent Wrestling Association Mid-South
- IWA Mid-South Tag Team Championship (1 - con Joker)

International Wrestling Cartel
- IWC Heavyweight Championship (1)

National Championship Wrestling
- NCW Heavyweight Championship (1)

Pro Wrestling Unplugged
- PWU Tag Team Championship (1 - con Joker)

Ultimate Pro Wrestling
- UPW Lightweight Championship (1)
- UPW Tag Team Championship (1 - con Rocky Romero)

Victory Pro Wrestling
- VPW New York State Championship (1)
- VPW Tag Team Championship (1 - con E.J. Risk)

World Wrestling Council
- WWC World Junior Heavyweight Championship (1)

Ring of Honor
- ROH World Tag Team Championship (1 - con Rocky Romero)
- Trios Tournament (2005) - con Homicide e Rocky Romero

Pro Wrestling Illustrated
- 246º tra i 500 migliori wrestler singoli su PWI 500 (2009)